# Kailbach

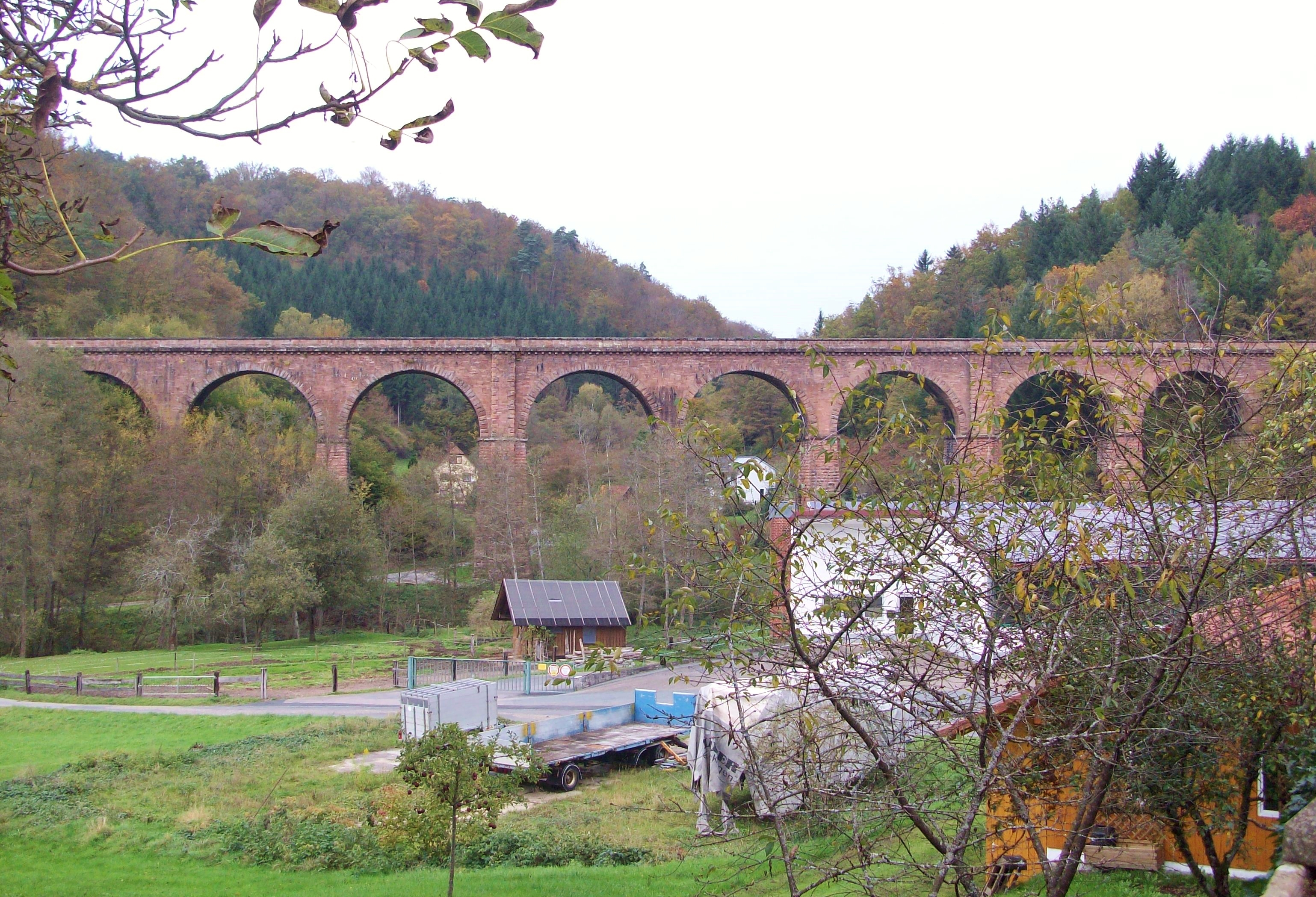
Das Haintalviadukt der Odenwaldbahn auf Kailbacher Gemarkung südlich gegenüber dem Oberdorf von Friedrichsdorf (Baden-Württemberg)

Kailbach ist ein Stadtteil der am 1. Januar 2018 neu gegründeten Stadt Oberzent im südhessischen Odenwaldkreis.

## Geographie
Kailbach liegt im Ittertal dort, wo die Landesstraße L 3108 Richtung Schöllenbach und Beerfelden von der Landesstraße L 2311 abzweigt, die von Eberbach nach Amorbach führt. Auf der Gemarkung von Kailbach liegt das einsame Forsthaus Eduardsthal, das der letzte Rest des in der Mitte des 19. Jahrhunderts aufgegeben und vom Fürstenhaus Leiningen aufgekauften Dorfes Galmbach ist. Auf der westlichen Seite des Ittertales liegt noch der ebenfalls zu Kailbach gehörende Weiler Hohberg sowie vermutlich auch die frühmittelalterliche Siedlung Moresdal.

## Geschichte

### Ortsgeschichte
Die älteste bekannte uns gesicherte schriftliche Erwähnung von Kailbach erfolgte unter dem Namen Keilbach im Jahr 1359. Die ersten Häuser standen wohl auf der Ostseite des Itterbaches der damals die Grenze zwischen den Besitzungen der Klöster Lorsch und Amorbach bildete.
Selbst als das Gebiet im Jahr 1806 dem Großherzogtum Hessen übergeben wurde, blieb die Trennung noch bestehen. Es gab Kailbach diesseits, das zur Gemeinde Schöllenbach gehörte und Kailbach jenseits, das ein Teil von Hesselbach war.
Hessische Gebietsreformen (1970–1977, 2018)
Erst als sich im Zuge der Gebietsreform in Hessen am 1. Oktober 1971 die bisher selbständigen Gemeinden Hesselbach, Kailbach und Schöllenbach freiwillig zur neuen Gemeinde Hesseneck zusammengeschlossen, wurden beide Teile vereinigt. Durch den Zusammenschluss Hessenecks mit weiteren Gemeinden am 1. Januar 2018 zur neuen Stadt Oberzent wurde Kailbach sowie die anderen Ortsteile vom Hesseneck Stadtteile von Oberzent.
Für die ehemalige Gemeinde Hesseneck wurde ein Ortsbezirk mit Ortsbeirat und Ortsvorsteher nach der Hessischen Gemeindeordnung gebildet. Dieser Ortsbezirk umfasst die Gemarkungen Hesselbach, Kailbach und Schöllenbach.

### Verwaltungsgeschichte im Überblick
Die folgende Liste zeigt die Staaten und Verwaltungseinheiten, denen Kailbach angehört(e):
- vor 1803: Heiliges Römisches Reich, Grafschaft Erbach-Fürstenau, Amt Freienstein (Kailbach diesseits des Itterbaches) / Abtei Amorbach  (Kailbach jenseits des Itterbachs)
- ab 1803: Heiliges Römisches Reich, Grafschaft Erbach-Fürstenau, Amt Freienstein
- ab 1806: Großherzogtum Hessen (Souveränitätslande),[Anm. 2] Fürstentum Starkenburg, Amt Freienstein (zur Standesherrschaft Erbach gehörig)
- ab 1815: Großherzogtum Hessen[Anm. 3] (Souveränitätslande), Provinz Starkenburg, Amt Freienstein (zur Standesherrschaft Erbach gehörig)
- ab 1822: Großherzogtum Hessen, Provinz Starkenburg, Landratsbezirk Erbach[Anm. 4]
- ab 1848: Großherzogtum Hessen, Regierungsbezirk Erbach
- ab 1852: Großherzogtum Hessen, Provinz Starkenburg, Kreis Erbach
- ab 1871: Deutsches Reich,[Anm. 5] Großherzogtum Hessen, Provinz Starkenburg, Kreis Erbach
- ab 1918: Deutsches Reich, Volksstaat Hessen,[Anm. 6] Provinz Starkenburg, Kreis Erbach
- ab 1938: Deutsches Reich, Volksstaat Hessen, Landkreis Erbach[7][Anm. 7]
- ab 1945: Amerikanische Besatzungszone,[Anm. 8] Groß-Hessen, Regierungsbezirk Darmstadt, Landkreis Erbach
- ab 1946: Amerikanische Besatzungszone, Hessen, Regierungsbezirk Darmstadt, Landkreis Erbach
- ab 1949: Bundesrepublik Deutschland, Hessen, Regierungsbezirk Darmstadt, Landkreis Erbach
- ab 1946: Amerikanische Besatzungszone, Land Hessen, Regierungsbezirk Darmstadt, Landkreis Erbach
- ab 1949: Bundesrepublik Deutschland, Land Hessen, Regierungsbezirk Darmstadt, Landkreis Erbach
- ab 1971: Bundesrepublik Deutschland, Land Hessen, Regierungsbezirk Darmstadt, Landkreis Erbach, Gemeinde Hesseneck[Anm. 9]
- ab 1972: Bundesrepublik Deutschland, Land Hessen, Regierungsbezirk Darmstadt, Odenwaldkreis, Stadt Beerfelden
- ab 2018: Bundesrepublik Deutschland, Land Hessen, Regierungsbezirk Darmstadt, Odenwaldkreis, Stadt Oberzent[Anm. 10]

## Bevölkerung

### Einwohnerentwicklung
- 1829: 114 (Kailbach jenseits), 76 (Kailbach diesseits) Einwohner[1]
- 1961: 76 evangelische (= 49,67 %), 77 katholische (= 50,33 %) Einwohner[1]

| Kailbach: Einwohnerzahlen von 1829 bis 2020 | Kailbach: Einwohnerzahlen von 1829 bis 2020 | Kailbach: Einwohnerzahlen von 1829 bis 2020 | Kailbach: Einwohnerzahlen von 1829 bis 2020 | Kailbach: Einwohnerzahlen von 1829 bis 2020 |
| --- | ------------------------------------------- | ------------------------------------------- | ------------------------------------------- | ------------------------------------------- |
| Jahr |                                             |                                             |                                             | Einwohner                                   |
| 1829 | 1829                                        |                                             | 190                                         | 190                                         |
| 1834 | 1834                                        |                                             | 201                                         | 201                                         |
| 1840 | 1840                                        |                                             | 141                                         | 141                                         |
| 1846 | 1846                                        |                                             | 122                                         | 122                                         |
| 1852 | 1852                                        |                                             | 104                                         | 104                                         |
| 1858 | 1858                                        |                                             | 97                                          | 97                                          |
| 1864 | 1864                                        |                                             | 112                                         | 112                                         |
| 1871 | 1871                                        |                                             | 115                                         | 115                                         |
| 1875 | 1875                                        |                                             | 131                                         | 131                                         |
| 1885 | 1885                                        |                                             | 110                                         | 110                                         |
| 1895 | 1895                                        |                                             | 120                                         | 120                                         |
| 1905 | 1905                                        |                                             | 112                                         | 112                                         |
| 1910 | 1910                                        |                                             | 116                                         | 116                                         |
| 1925 | 1925                                        |                                             | 123                                         | 123                                         |
| 1939 | 1939                                        |                                             | 164                                         | 164                                         |
| 1946 | 1946                                        |                                             | 188                                         | 188                                         |
| 1950 | 1950                                        |                                             | 173                                         | 173                                         |
| 1956 | 1956                                        |                                             | 139                                         | 139                                         |
| 1961 | 1961                                        |                                             | 153                                         | 153                                         |
| 1967 | 1967                                        |                                             | 128                                         | 128                                         |
| 1980 | 1980                                        |                                             | ?                                           | ?                                           |
| 1990 | 1990                                        |                                             | ?                                           | ?                                           |
| 2000 | 2000                                        |                                             | ?                                           | ?                                           |
| 2011 | 2011                                        |                                             | 261                                         | 261                                         |
| 2018 | 2018                                        |                                             | 233                                         | 233                                         |
| 2020 | 2020                                        |                                             | 242                                         | 242                                         |
| Datenquelle: Historisches Gemeindeverzeichnis für Hessen: Die Bevölkerung der Gemeinden 1834 bis 1967. Wiesbaden: Hessisches Statistisches Landesamt, 1968. Weitere Quellen: LAGIS; Zensus 2011 |                                             |                                             |                                             |                                             |

### Einwohnerstruktur 2011
Nach den Erhebungen des Zensus 2011 lebten am Stichtag dem 9. Mai 2011 in Kailbach 261 Einwohner. Darunter waren 9 (3,4 %) Ausländer.
Nach dem Lebensalter waren 45 Einwohner unter 18 Jahren, 87 zwischen 18 und 49, 66 zwischen 50 und 64 und 63 Einwohner waren älter.
Die Einwohner lebten in 117 Haushalten. Davon waren 30 Singlehaushalte, 39 Paare ohne Kinder und 33 Paare mit Kindern, sowie 12 Alleinerziehende und keine Wohngemeinschaften. In 30 Haushalten lebten ausschließlich Senioren und in 39 Haushaltungen lebten keine Senioren.

## Sehenswürdigkeiten
In der Gemarkung Kailbach befinden sich insgesamt elf eingetragene Kulturdenkmäler nach dem Hessischen Denkmalschutzgesetz.
| Datierung       | Flur                      | Lage                                        | Beschreibung            | Bild |
| --------------- | ------------------------- | ------------------------------------------- | ----------------------- | ---- |
| 1880/1882       | Flur 18, Flurstück 114/10 |                                             | Haintalviadukt          |      |
| 1885/1890       | Flur 18, Flurstück 114/11 | Bahnhofstraße 9                             | Bahnhofsempfangsgebäude |      |
| 1927            | Flur 1, Flurstück 18/3    | Friedrichsdorfer Straße/Ecke Friedhofstraße | Bildstock               |      |
| 1838            | Flur 1, Flurstück 1/16    | Siegfriedstraße 53                          | Laufbrunnen             |      |
| 18. Jahrhundert | Flur 2, Flurstück 20/2    | Steinweg 2                                  | Einhaus                 |      |
| 17. Jahrhundert | Flur 13, Flurstück 21     | Hohberg 5                                   | Forsthaus Hohberg       |      |
| 1591            | Flur 5, Flurstück 6       | Eduardsthal 2                               | Forstgehöft Eduardsthal |      |
| 18. Jahrhundert |                           | Alter Reisenbacher Weg                      | Bildstock               |      |
| 1582            |                           | Leegwald, Bezirk „Saubirn“                  | Grenzstein              |      |
| 1731            |                           | Wüstung Galmbach                            | Bildstock               |      |
| 1744            |                           | Wüstung Galmbach                            | Bildstock               |      |

## Verkehr
Der Bahnhof Hesseneck-Kailbach ist mit Odenwaldbahn über die Strecke von Eberbach nach Darmstadt Hbf beziehungsweise Frankfurt (Main) Hbf erreichbar. Dort verkehren je Fahrtrichtung jeweils im Zweistundentakt Züge der VIAS GmbH.